# 2006 no Brasil
Esta é uma cronologia dos fatos acontecimentos de ano 2006 no Brasil.

## Incumbentes
- Presidente: Luiz Inácio Lula da Silva (2003 - 2011)
- Vice-Presidente: José Alencar Gomes da Silva (2003 - 2011)

## Eventos
- 22 de janeiro: Acidente envolvendo dois ônibus da mesma empresa de transporte rodoviário mata 32 pessoas na cidade de Regente Feijó, São Paulo. [1]
- 24 de janeiro: Seis presos morreram após rebelião no presídio de Ji-Paraná, Rondônia. [2]
- 27 de janeiro: Fortes chuvas no Rio de Janeiro deixam 11 mortos, sendo 6 no estacionamento do Penha Shopping, na Zona Norte da capital. [3]
- 28 de janeiro: Um bebê de 2 meses é encontrado dentro de uma sacola plástica na Lagoa da Pampulha, em Belo Horizonte.[4]
- 30 de janeiro: Onze pessoas morreram e 40 ficaram feridas num acidente de ônibus perto da cidade de Corumbaíba, Goiás.[5]
- 31 de janeiro: Acidente com microônibus mata onze pessoas na rodovia MG-259, que liga Belo Horizonte a Diamantina. [6]
- 15 de fevereiro: O Tribunal do Júri de São Paulo anula a sentença de 632 anos de prisão do Coronel Ubiratan Guimarães pelo Massacre do Carandiru.[7]
- 16 de fevereiro: Tiroteio na Rocinha deixa 6 mortos e 8 feridos. [8]
- 20 de fevereiro: Desabamento de prédio mata cinco e fere quatro pessoas no Rio de Janeiro. [9]
- 28 de fevereiro: Império de Casa Verde conquista o título do Carnaval de São Paulo pela segunda vez consecutiva.
- 1 de março: Unidos de Vila Isabel vence o Carnaval do Rio de Janeiro pela segunda vez, quebrando um jejum de 18 anos sem títulos.[10]
- 1 de março: Jornal brasileiro Zero Hora, do estado do Rio Grande do Sul, publica matéria sobre a Wikipédia em seu caderno digital. A ênfase da matéria: como editar na Wikipédia. A capa do caderno ZH Digital é sobre a Wikipédia. Na composição da mesma a jornalista Vanessa Nunes consultou os wikipedistas e Santana-Freitas.
- 9 de março: Catorze pessoas morreram e 26 ficaram feridas num acidente de ônibus em Uberlândia (MG). [11]
- 16 de março: Relançado nas bancas de Fortaleza, capital do Estado do Ceará, o tradicional jornal Correio do Ceará.
- 24 de março: Sete presos morrem em rebelião na Cadeia Pública de Jundiaí, São Paulo. [12]
- 29 de março: Ao menos quatro tornados de intensidade F1-F2 causam destruição severa em Piracicaba e Santa Bárbara d'Oeste, no interior de São Paulo. Em Piracicaba, os ventos chegaram a uma velocidade recorde de 158 km/h e os prejuízos foram estimados em cerca de R$ 1,5 milhão. Uma pessoa morreu e outras 15 ficaram feridas.[13][14]
- 30 de março: A bordo da Soyuz TMA-8, em uma missão para a Estação Espacial Internacional, Marcos Pontes torna-se o primeiro astronauta brasileiro a ir para o espaço.[15]
- 31 de março: Queda de avião na região dos lagos do Rio de Janeiro deixa 19 mortos. [16]
- 3 de abril: Abertura da III Fórum Brasileiro sobre as Agências Reguladoras, em Brasília.
- 26 de abril: O agricultor Amair Feijoli da Cunha é condenado pela Justiça a 18 anos de prisão por ter intermediado o assassinato da missionária norte-americana Dorothy Stang.[17]
- 26 de abril a 30 de abril: Tenzin Gyatso, o 14° Dalai Lama, faz a terceira visita ao Brasil.[18][19]
- 12 de maio: Inicia-se a onda de violência organizada pelo Primeiro Comando da Capital, com origem no estado de São Paulo.[20]
- 27 de maio: Um acidente envolvendo um ônibus e uma carreta provocou a morte de 18 pessoas, na BR-365, no norte de Minas Gerais.[21]
- 26 de junho: Treze supostos integrantes de uma facção criminosa foram mortos por policiais na região metropolitana de São Paulo. [22]
- 07 de julho: Onze pessoas ficaram feridas na explosão de uma bomba caseira dentro de um trem da companhia de trens metropolitanos em São Paulo. [23]
- 12 de julho: Ataques a ônibus na baixada santista deixam 4 mortos.[24]

- 22 de julho: Suzane von Richthofen e seu ex-namorado Daniel Cravinhos são condenados a 39 anos e seis meses de prisão pelo assassinato dos pais dela.[25]
- 7 de agosto: Presidente Luiz Inácio Lula da Silva sanciona a Lei Maria da Penha, que aumenta o rigor nas punições das agressões contra a mulher.[26]
- 9 de agosto: Operação policial na favela do Vidigal deixa 13 mortos.[27]
- 9 de setembro: Coronel Ubiratan Guimarães, acusado do Massacre do Carandiru, é encontrado morto em seu apartamento na zona norte de São Paulo.[28][29]
- 29 de setembro: O voo 1907 da Gol cai no estado do Mato Grosso após ser atingido no ar pela asa de um jato Legacy da Embraer, matando 155 pessoas a bordo.[30]
- 1 de outubro: Ocorre o primeiro turno das eleições gerais.[31] Na disputa presidencial, passam para o segundo turno os candidatos Luiz Inácio Lula da Silva (PT) e Geraldo Alckmin (PSDB).
- 29 de outubro: Luiz Inácio Lula da Silva é reeleito presidente do Brasil com mais de 58 milhões de votos na eleição presidencial.[32]
- 7 de novembro: Seis crianças morrem afogadas em São José, Santa Catarina, após caírem de um pedalinho em uma lagoa. [33]
- 10 de novembro: Homem armado sequestra ônibus na Via Dutra, Nova Iguaçu e mantém os passageiros como reféns por mais de 10 horas. [34]
- 28 de dezembro: Ataques em série de criminosos deixam 18 mortos e mais de 20 feridos no Rio de janeiro. [35]

## Esportes
- 1 de julho: Em Frankfurt, a Seleção Brasileira é eliminada da Copa do Mundo nas quartas de final ao ser derrotada pela França por 1-0.[36]
- 26 de julho: Clube de Regatas do Flamengo conquista o título da Copa do Brasil pela segunda vez, ao vencer o arquirrival Vasco da Gama na decisão realizada no Estádio do Maracanã pelos placares de 2-0 e 1-0.
- 16 de agosto: Sport Club Internacional conquista o título da Copa Libertadores da América pela primeira vez, ao empatar com o São Paulo por 2-2 no Estádio Beira-Rio, se beneficiando da vantagem obtida com a vitória por 2-1 na partida de ida no Estádio do Morumbi.[37]
- 27 de agosto: Em Moscou, Rússia, a Seleção Brasileira conquista o título da Liga Mundial Masculina de Vôlei pela sexta vez, sendo a quinta consecutiva, ao vencer a França por 3 sets a 2.[38]
- 19 de novembro: São Paulo Futebol Clube conquista o Campeonato Brasileiro pela quarta vez, quebrando um jejum de 15 anos sem títulos nacionais, após o empate por 1-1 com o Atlético Paranaense na trigésima sexta rodada da competição.
- 17 de dezembro: Sport Club Internacional conquista o Mundial de Clubes da FIFA pela primeira vez após vencer o Futbol Club Barcelona por 1-0.

## Mortes
- 2 de janeiro: Rui Campos, futebolista (n. 1922).
- 3 de janeiro: Robertinho do Acordeon, acordeonista (n. 1939).
- 7 de janeiro: Urano Teixeira da Mata Bacelar, militar (n. 1947).
- 5 de abril: Carequinha, humorista (n. 1915).
- 17 de junho: Bussunda, humorista; membro do Casseta e Planeta (n. 1962).
- 9 de setembro: Ubiratan Guimarães, coronel da Polícia Militar acusado do Massacre do Carandiru (n. 19 de abril de 1943).
- 31 de dezembro: João Bethencourt, diretor (n. 1924).